# Melitaea briantea
Melitaea briantea är en fjärilsart som beskrevs av Turati 1921. Melitaea briantea ingår i släktet Melitaea och familjen praktfjärilar. Inga underarter finns listade i Catalogue of Life.